# Sanxiantai

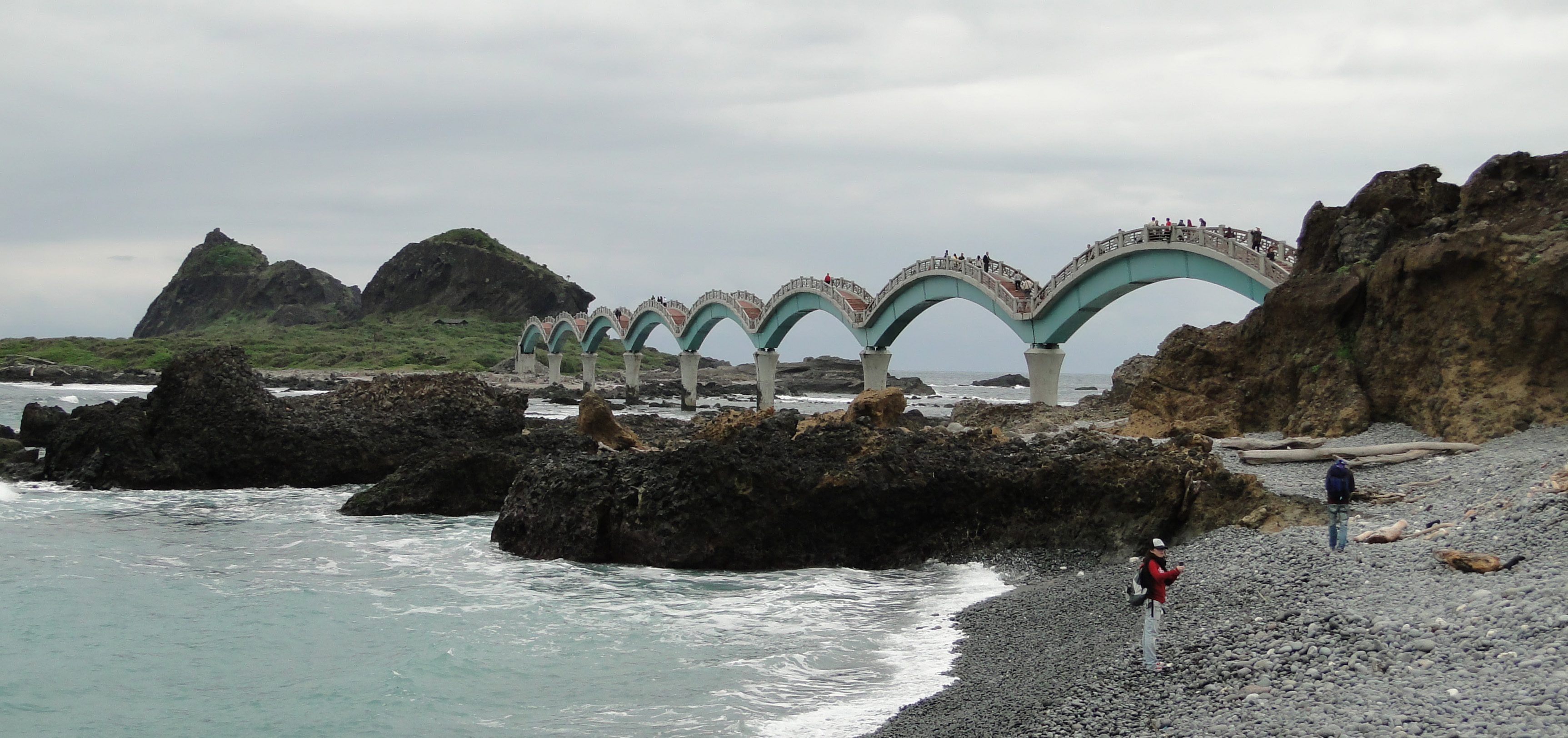
Ponte de Sanxiantai, também conhecida como Ponte Dragão.

Sanxiantai (Amis: nuwalian; chinês: 三仙台, pinyin: Sānxiantái) é um local composto por uma praia e várias ilhas, pertencente à município de Chenggong, no condado de Taitung, em Taiwan. A praia se estende por dez quilômetros de extensão. Como uma atração turística, o local é conhecido por suas formações rochosas e vistas do oceano.